# Liste der Mitglieder der American Academy of Arts and Sciences/1985
Im Jahr 1985 wählte die American Academy of Arts and Sciences 103 Personen zu ihren Mitgliedern.

## Neu gewählte Mitglieder
- John Norman Abelson (* 1938)
- Ruth Salzman Adams (1923–2005)
- George Arthur Akerlof (* 1940)
- Robert Wayne Allard (1919–2003)
- Takeshi Amemiya (* 1935)
- James Gilbert Anderson (* 1944)
- Robert M. Axelrod (* 1943)
- John Backus (1924–2007)
- Jonathan Francis Bennett (1930–2024)
- Howard Curtis Berg (1934–2021)
- Howard Alan Bern (1920–2012)
- David Bevington (1931–2019)
- James Hadley Billington (1929–2018)
- David Botstein (* 1942)
- Alfred Brendel (1931–2025)
- Pierre Chambon (* 1931)
- Joseph Chatt (1914–1994)
- Yvonne Choquet-Bruhat (1923–2025)
- George Henry Crumb (1929–2022)
- David Park Currie (1936–2007)
- David R. Davies (1927–2016)
- Raymond Davis (1914–2006)
- Jacques Derrida (1930–2004)
- Carlos Federico Díaz Alejandro (1937–1985)
- Richard Earl Dickerson (1931–2025)
- Russell F. Doolittle (1931–2019)
- Michael Anthony Eardley Dummett (1925–2011)
- Aryeh Dvoretzky (1916–2008)
- Stanley Lewis Engerman (1936–2023)
- Richard A. Epstein (* 1943)
- John Arthur Ferejohn (* 1944)
- Stanley Eugene Fish (* 1938)
- George M. Fredrickson (1934–2008)
- Michael Hartley Freedman (* 1951)
- Michael Fried (* 1939)
- Max Rudolf Frisch (1911–1991)
- Antonio García-Bellido (* 1936)
- Irving John Good (1916–2009)
- David Marvin Green (1932–2022)
- David Jonathan Gross (* 1941)
- Robert Ernest Hall (* 1943)
- Morris Howard Hansen (1910–1990)
- James Joseph Heckman (* 1944)
- Albert Maximinus Henrichs (1942–2017)
- Wassily Hoeffding (1914–1991)
- Pierre Claude Hohenberg (1934–2017)
- Fredric R. Jameson (1934–2024)
- Lyle Vincent Jones (1924–2016)
- Gerhard Michael Kallmann (1915–2012)
- Richard Manning Karp (* 1935)
- William Kessen (1925–1999)
- Yoshito Kishi (1937–2023)
- Walter David Knight (1919–2000)
- Heinz-Otto Kreiss (1930–2015)
- Hans Lewy (1904–1988)
- Donald Lynden-Bell (1935–2018)
- Alasdair Chalmers MacIntyre (1929–2025)
- Thomas Peter Maniatis (* 1943)
- Hubert S. Markl (1938–2015)
- Andreu Mas-Colell (* 1944)
- Robert Charles Oliver Matthews (1927–2010)
- Noel Michael McKinnell (1935–2020)
- Fred Warren McLafferty (1923–2021)
- Charles Willard Moore (1925–1993)
- Derek William Moore (1931–2008)
- George Lachmann Mosse (1918–1999)
- Robert Motherwell (1915–1991)
- Thomas H. Nipperdey (1927–1992)
- Schubert Miles Ogden (1928–2019)
- Mancur Lloyd Olson (1932–1998)
- Leslie E. Orgel (1927–2007)
- Mary-Lou Pardue (1933–2024)
- George Perle (1915–2009)
- David R. Pilbeam (* 1940)
- Harold Pinter (1930–2008)
- Robert Pirie (1934–2015)
- Charles Raymond Plott (* 1938)
- Andrew Porter (1928–2015)
- Joseph Edward Rall (1920–2008)
- Diane Silvers Ravitch (* 1938)
- Julia Bowman Robinson (1919–1985)
- William Rubin (1927–2006)
- Roland Walter Schmitt (1923–2017)
- Robert Keith Selander (1927–2015)
- Abner Eliezer Shimony (1928–2015)
- Martin Shubik (1926–2018)
- William Pence Slichter (1922–1990)
- Jonathan Dermot Spence (1936–2021)
- Walther Stoeckenius (1921–2013)
- William Gilbert Strang (* 1934)
- Robert Endre Tarjan (* 1948)
- Alan John Percivale Taylor (1906–1990)
- Karen Keskulla Uhlenbeck (* 1942)
- Alice Tallulah Kate Walker (* 1944)
- Christopher Thomas Walsh (1944–2023)
- Daniel I-Chyau Wang (1936–2020)
- Charles Weissmann (* 1931)
- James Adolph Westphal (1930–2004)
- Robert Mayer White (1923–2015)
- Glanville Llewelyn Williams (1911–1997)
- Carl R. Woese (1928–2012)
- Hans Zeisel (1905–1992)
- Harriet Anne Zuckerman (* 1937)